# Georges Wildenstein
Georges Wildenstein (Paris, 1892 - Paris, 1963) foi um historiador de arte, connoisseur e galerista francês. Comandou a tradicional Galeria Wildenstein, fundada por seu pai, Nathan, depois herdada por seu filho, Daniel. Publicou inúmeros livros e ensaios sobre a arte francesa do século XIX, e organizou uma das mais importantes bibliotecas de referência em arte do mundo. Teve papel importante na formação do acervo do Museu de Arte de São Paulo, cuja pinacoteca hoje leva seu nome.

## Biografia
Filho de Nathan Wildenstein, fundador da galeria que leva o sobrenome da família, Georges começou a trabalhar na empresa de seu pai em 1910. Desde jovem, concentrou seus estudos nos artistas franceses da segunda metade do século XIX, sobretudo aqueles que haviam dado origem a novas concepções artísticas, revolucionando o curso da pintura, como Manet, Degas, Monet e Renoir. Com a morte de seu pai, em 1934, assumiu o controle da galeria. Os artistas que havia estudado eram então os que emergiam da obscuridade no mercado de arte internacional. Assim, Georges agregou um vasto núcleo de obras de artistas do Impressionismo e do Pós-Impressionismo ao acervo da galeria, permitindo aos principais colecionadores e museus da época a possibilidade de optar pela compra de conjuntos representativos desses movimentos. Associou-se ainda ao marchand Paul Rosenberg, obtendo o direito de representar comercialmente o trabalho de Pablo Picasso.
Foi o responsável por desenvolver a vasta fototeca e a famosa biblioteca especializada em arte da Galeria Wildenstein, entre as maiores do mundo. Assumiu o cargo de editor da Gazette des Beaux Arts, o mais antigo dos periódicos especializados em arte ainda correntes no mundo, após a saída de seu fundador Charles le Blanc, permanecendo na função até ser substituído pelo filho, Daniel. Em 1924, fundou um periódico semanal, denominado Arts. Paralelamente, deu continuidade a suas pesquisas e publicações de estudos em história da arte. Foi um experto bastante solicitado a seu tempo, estabelecendo atribuições e escrevendo catálogos raisonné da obra pictórica de Nicolas Lancret, Jean-Baptiste-Siméon Chardin, Maurice Quentin de La Tour, Jean-Honoré Fragonard, Jean-Auguste-Dominique Ingres, Manet, Paul Gauguin, entre outros.
Embora não demonstrasse grande entusiasmo pela arte francesa do século XX, auxiliou o grupo dos surrealistas na década de 1930, disponibilizando um espaço para sediar a Exposição Surrealista Internacional. Em 1932, contratou o arquiteto norte-americano Horace Trumbauer para projetar a filial da galeria em Nova York, um edifício de cinco andares nas proximidades da Madison Avenue.
Georges Wildenstein adquiriu fama pela sua habilidade nos negócios. Entre 1923 e 1955, ele vendeu uma única pintura de Toulouse-Lautrec cinco vezes, fazendo seu preço saltar no período de 1.800 para 275.000 dólares. No período pós-Segunda Guerra, a Galeria Wildenstein revendou sob seu comando um grande número de obras-primas a museus e colecionadores privados, em função da grande oferta proveniente da Europa em reconstrução. Após sua morte, seus herdeiros tiveram de enfrentar as alegações de que Wildenstein aceitava revender pinturas pilhadas durante a ocupação nazista na França.
Wildenstein esteve entre os principais fornecedores do Museu de Arte de São Paulo (MASP), tornando-se especialmente ligado a esta instituição. Vendeu em condições especiais ao museu obras de Mantegna, El Greco, Goya, Bellini, Ingres, Delacroix e grande parte do núcleo de impressionistas (Degas, Cézanne, Monet, Renoir etc.) - que lhe transformaram no principal credor do MASP. Também doou peças ao acervo, como uma escultura de Honoré Daumier e Piquenique durante a caçada de François Lemoyne. Postumamente, seu filho Daniel, em memória do pai, doou ao MASP um retábulo do Mestre de Artés.
Quando o galerista Walter J. Leary, funcionário da Galeria Knoedler, outra fornecedora do MASP, pediu a justiça norte-americana o seqüestro das obras do museu, em função do atraso no pagamento das parcelas, Wildenstein recusou-se a tomar a mesma atitude, alegando serem os galeristas "criadores e não liqüidantes de museus". A dívida seria futuramente paga pelo governo brasileiro, por intermédio da Caixa Econômica Federal. Quando a nova sede do MASP foi inaugurada na Avenida Paulista, Georges Wildenstein foi homenageado dando seu nome à pinacoteca do segundo andar.